# Giovanni Arenella
Giovanni Arenella (Napoli, 3 aprile 1920 – Napoli, 16 marzo 1965) è stato un politico, partigiano e sindacalista italiano.

## Biografia
Attivo, sin dal 1937, nella organizzazione clandestina del Partito comunista, dopo l'8 settembre 1943 fu tra i più combattivi animatori dell'insurrezione popolare di Napoli. Dopo la liberazione della sua città, Arenella organizzò nella provincia i CLN.
Quando rientrò al lavoro in fabbrica, l'operaio comunista fu licenziato per avervi svolto attività sindacale. In questo periodo si impegnò nella CGIL come segretario provinciale napoletano degli edili. Nel 1948 Arenella si trasferì in Calabria per partecipare, a fianco dei contadini, alle lotte per la riforma agraria. Tornato a Napoli nel 1951, l'anno successivo fu candidato col PCI alle elezioni comunali nella lista "Vesuvio", oltre a proseguire il suo impegno a livello sindacale. Fu segretario della Camera del Lavoro di Frattamaggiore e sindaco di Sant'Antimo.
Il 25 maggio 1958, candidato del PCI alle elezioni, fu eletto deputato nella III legislatura. Riconfermato nella IV, mantenne il mandato parlamentare sino alla prematura scomparsa; gli subentrò Giuseppe Abbruzzese.